# X (naboj)
Naboj X (X-naboj ali preprosto X) je v fiziki osnovnih delcev ohranitveno kvantno število povezano s teorijo velikega poenotenja SO(10).
X je povezan z razliko med barionskim številom B in leptonskim številom L (kar je B − L), ter s šibkim hipernabojem YW z enačbo:
{\displaystyle X=5(B-L)-2Y_{W}\!\,.}